# La Silla (río)
La Silla es un río en México, ubicado en la zona metropolitana de Monterrey. Es el segundo río más relevante que atraviesa la ciudad, solo superado por el río Santa Catarina, del cual es afluente. Además, tiene condición de Área Natural Protegida en el Municipio de Monterrey y a nivel Estatal.
El río lleva su nombre en honor al Cerro de la Silla, un emblema de la ciudad de Monterrey y un símbolo para sus habitantes. Con una longitud de 35.6 kilómetros, el río La Silla es considerado el único río vivo en la ciudad de Monterrey.